# Hippene
Hippene fou un districte de la Palestina històrica, dins la regió de la Decàpolis, que tenia com a centre la ciutat d'Hippos (llatí Hippus).